# Ardisia icara
Ardisia icara är en viveväxtart som beskrevs av Buch.-ham. och Nathaniel Wallich. Ardisia icara ingår i släktet Ardisia och familjen viveväxter. Inga underarter finns listade i Catalogue of Life.